# SEDOL
SEDOL - (англ. Stock Exchange Daily Official List) - список идентификационных кодов ценных бумаг, используемый в Великобритании и Ирландии. Семизначные коды SEDOL присваиваются Лондонская фондовой биржей по заявке эмитента ценной бумаги. Коды SEDOL служит национальным идентификационным номером (NSIN) для всех ценных бумаг, выпускаемых в Великобритании и, следовательно, частью их кода ISIN. Каталог SEDOL (SEDOL Masterfile, SMF) содержит также идентификаторы миллионов глобальных инвестиционных инструментов, каждый из которых имеет уникальных идентификатор на своем рынке. В частности, существует множество идентификаторов кодов SEDOL инструментов, выпущенных вне США и не имеющих кода CUSIP. Разница между ISIN и SEDOL идентификаторами заключается в том, что ISIN — это уникальный код инструмента, тогда как SEDOL может иметь несколько кодов одного инструмента, обращающегося на разных площадках. Например, акции Total, обращающиеся на French Bourse и DAX, имеют один ISIN и разные коды SEDOL. Кроме указанных кодов часто используются символьные идентификаторы Рейтерс — Reuters Instrument Code (RIC) и множество других.

## Описание
Семизначный код SEDOL состоит из двух частей: шестизначного символьно-цифрового кода и проверочной цифры. Коды SEDOL, выпущенные до 26 января 2004 г. состоят только из цифр, для остальных. Более поздние коды SEDOL, выпущенные в Африке или Азии начинаются с 6. Коды SEDOL инструментов из Великобритании и Ирландии (до момента вступления Ирландии в ЕС) обычно начинаются с 0 или 3. Инструменты остальных стран Европы начинаются с 4, 5 или 7, американские - с 2.
После 26 января 2004 SEDOL становятся символьно-цифровыми и выпускаются исторически инкрементально, начиная с B000009. Все новые SEDOL начинаются с буквы, гласные буквы не используются. Британские и ирландские коды SEDOL конвертируются в ISIN добавлением в начало кода страны и двух нулей и проверочной цифры в конце.

## Пример
SEDOL акции самой LSE: B0SWJX3, ISIN: GB00B0SWJX34, RIC: LSE
Обратите внимание, что для национального британского инструмента SEDOL входит в состав ISIN.
SEDOL акции IBM: 0040868, ISIN: US4592001014, RIC : IBM